# Brick Community Stadium
Brick Community Stadium, (tidligere JJB Stadium og DW Stadium), er et stadion i Wigan i England, der benyttes til såvel fodbold som rugby. Stadionet er hjemmebane for League One-klubben Wigan Athletic, og har plads til 25.133 tilskuere.

## Historie
Brick Community Stadium stod færdigt i 1999, og blev opkaldt efter butikskæden JJB Sports, der sponsorerer Wigan Athletic. Wigans første officielle kamp på stadionet var en venskabskamp mod lokalrivalerne Manchester United.